# 李鍾旿
李 鍾旿（リ・ジョンオ、朝鮮語: 리종오、1943年11月7日 - 2016年11月8日）は、朝鮮民主主義人民共和国の教授、作曲家、指揮者。

## 経歴
日本統治時代の平安北道亀城市出身。1960年に平壌音楽舞踊大学（現・金元均名称音楽総合大学）卒。同校教授を経て、1979年より朝鮮人民軍協奏団と万寿台芸術団の作曲家として活動し、1980年以後は普天堡電子楽団の作曲家・指揮者としても活動した。
2016年に急性心筋梗塞により死去、73歳没。

## 賞勲

### 称号
- 人民芸術家（1989年）

### 勲章・メダル
- 金日成賞（1991年）
- 労力英雄（1992年）
- 金日成勲章（1994年）